# Liste des joueurs les plus assidus en NBA en playoffs
Cette page présente la liste des joueurs ayant joué le plus de minutes en playoffs NBA en carrière.

## Classement

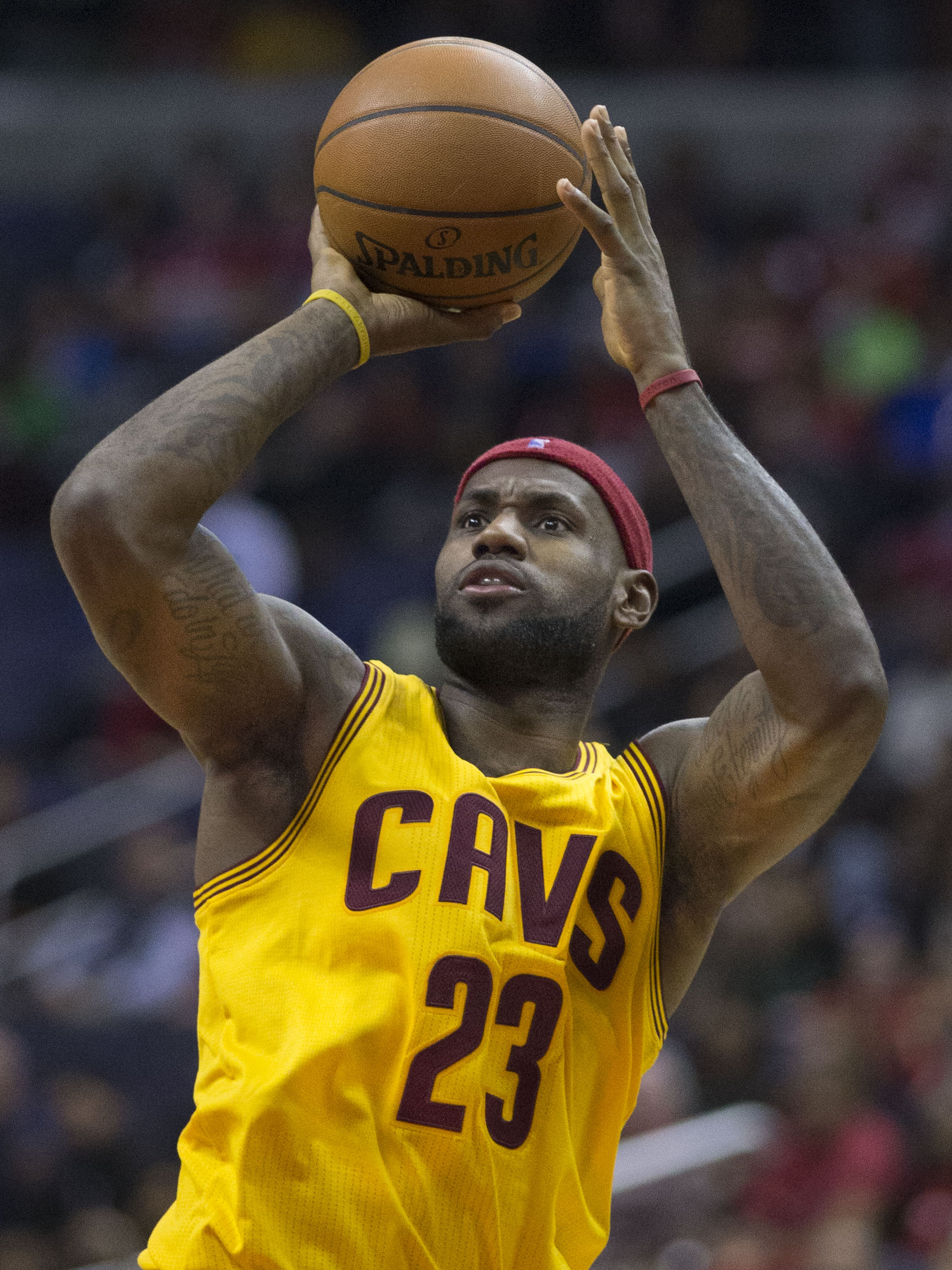
LeBron James (1er)

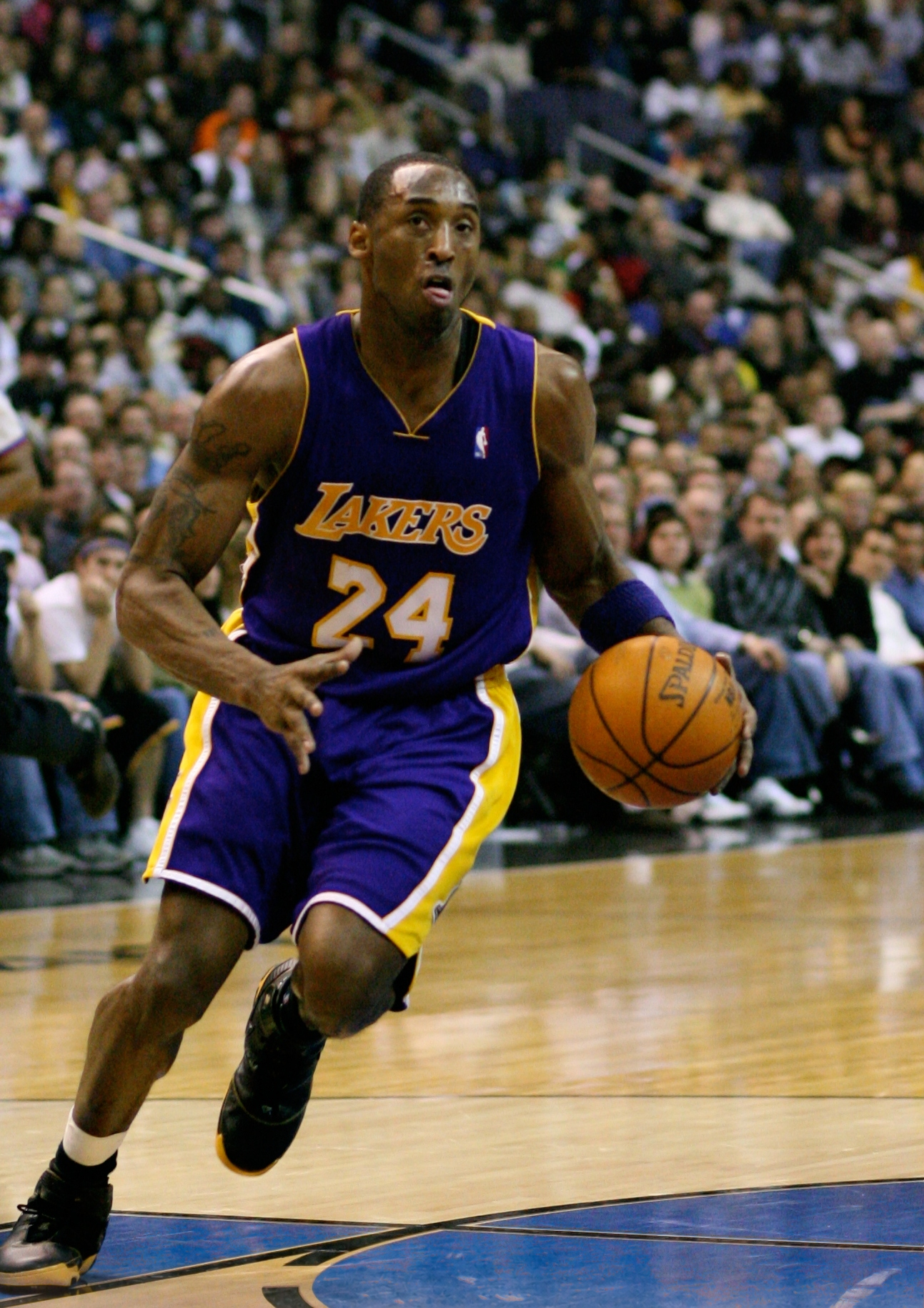
Kobe Bryant (4e)

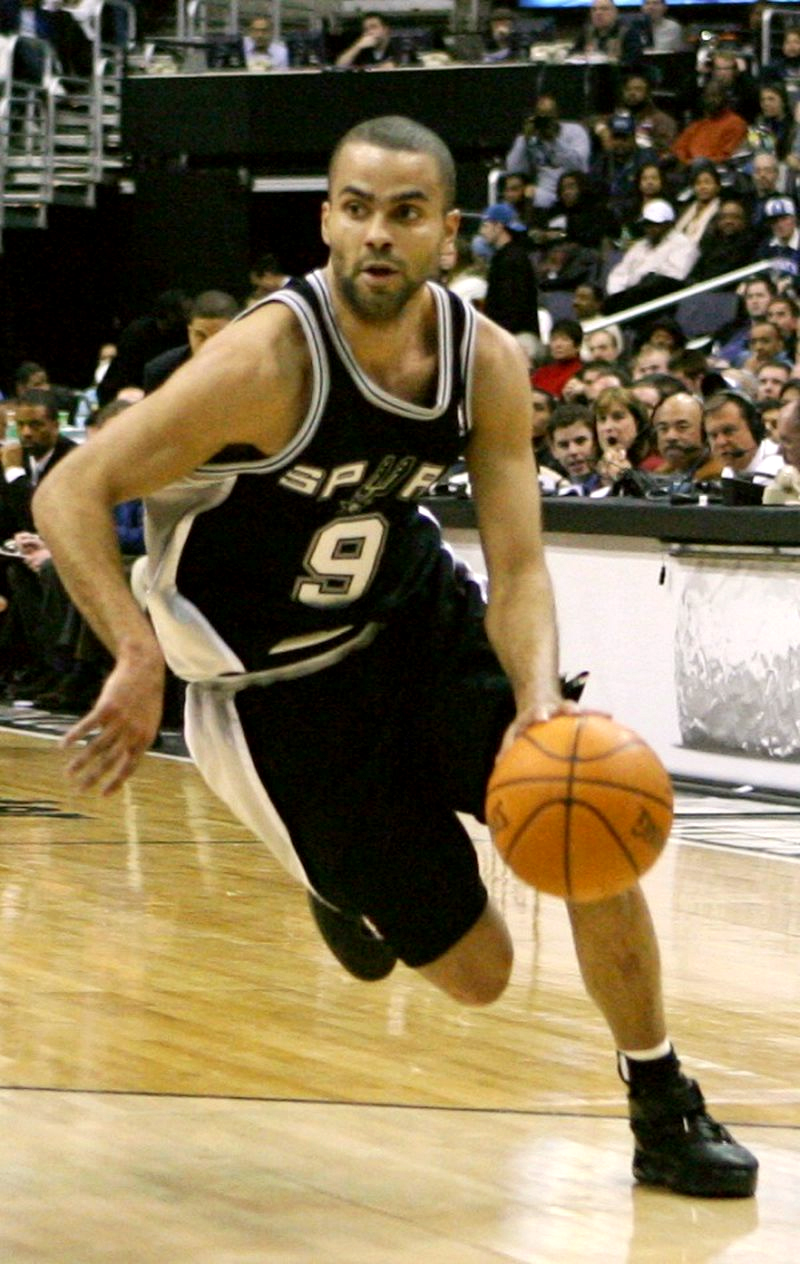
Tony Parker (8e)

| ^ | Joueur en activité dans la NBA                                  |
| * | Joueur intronisé au Basketball Hall of Fame                     |
| ° | Joueur ne répondant pas aux critères du Basketball Hall of Fame |

- Mise à jour le 19 mai 2025.

| Rang | Nom                 | Total de Minutes | Matchs disputés | Moyenne en carrière | C |
| ---- | ------------------- | ---------------- | --------------- | ------------------- | - |
| 1    | LeBron James        | 12 062           | 292             | 41,32               | ^ |
| 2    | Tim Duncan          | 9 370            | 251             | 37,33               | * |
| 3    | Kareem Abdul-Jabbar | 8 851            | 237             | 37,35               | * |
| 4    | Kobe Bryant         | 8 641            | 220             | 39,28               | * |
| 5    | Scottie Pippen      | 8 105            | 208             | 38,97               | * |
| 6    | Shaquille O'Neal    | 8 098            | 216             | 37,49               | * |
| 7    | Karl Malone         | 7 907            | 193             | 40,97               | * |
| 8    | Tony Parker         | 7 758            | 226             | 34,33               | * |
| 9    | Wilt Chamberlain    | 7 559            | 160             | 47,24               | * |
| 10   | Magic Johnson       | 7 538            | 190             | 39,67               | * |
| 11   | Bill Russell        | 7 497            | 165             | 45,44               | * |
| 12   | Michael Jordan      | 7 474            | 179             | 41,75               | * |
| 13   | Dennis Johnson      | 6 994            | 180             | 38,86               | * |
| 14   | Kevin Durant        | 6 893            | 170             | 40,55               | ^ |
| 15   | Larry Bird          | 6 886            | 164             | 41,99               | * |
| 16   | John Havlicek       | 6 860            | 172             | 39,88               | * |
| 17   | Derek Fisher        | 6 856            | 259             | 26,47               |   |
| 18   | Robert Horry        | 6 823            | 244             | 27,96               |   |
| 19   | Dwyane Wade         | 6 697            | 177             | 37,84               | * |
| 20   | Al Horford          | 6 642            | 197             | 33,84               | ^ |
| 21   | John Stockton       | 6 398            | 182             | 35,15               | * |
| 22   | Jerry West          | 6 321            | 153             | 41,31               | * |
| 23   | James Harden        | 6 268            | 173             | 36,23               | ^ |
| 24   | Paul Pierce         | 6 229            | 170             | 36,64               | * |
| 25   | Robert Parish       | 6 177            | 184             | 33,57               | * |